# Соляні сховища нафти і газу

Технологічна схема соляної камери для зберігання газу із запірною арматурою, байпасами та свердловинною обв'язкою.

Соляні сховища нафти і газу — комплекс споруд, що складається з однієї або більше підземних ємностей у відкладах кам'яної солі і наземного технологічного обладнання, що забезпечує прийом, зберігання і відбір продукту (напр., рідких нафтопродуктів, скраплених газів).

## Загальний опис соляних сховищ нафти і газу
Соляні сховища нафти і газу споруджуються при можливості забезпечення сталості якості продуктів при їх тривалому контактуванні з оточуючими породами, відсутності впливу продуктів на фізико-механічні та інші властивості гірських порід, можливості створення герметичної порожнини необхідного об'єму з допомогою засобів сучасної техніки при високих техніко-економічних показниках, урівноваження надлишкового тиску продуктів стовпом порід при певній глибині закладання С.с. Масив кам'яної солі, в якому створюється С.с., є пружнов'язким непроникним середовищем, яке характеризується високою міцністю (15–35 МПа). Соляні сховища доцільно споруджувати в потужних пластах кам'яної солі (50-250 м), розташованих на знач. площі (понад 10 км2).
Соляні сховища нафти і газу великих об'ємів (до 300 тис.м3) споруджують у вигляді еліпсоїдів, закуполених циліндрів та ін. форм, стійких в умовах гірничого тиску. Мінімально допустима глибина закладки С.с. залежить від глибини залягання і т-ри соляного масиву, що визначає робочий тиск. Останній дорівнює тиску насиченої пари нафт, нафтопродуктів або скрапленого газу, які зберігаються.
При зберіганні нафти та скраплених газів найпширеніша розсільна схема експлуатації, що основана на витісненні продукту із С.с. на поверхню закачуваним в неї насиченим розчином. Можуть застосовуватися безрозсільні способи при витісненні продукту, який зберігається, газоподібними аґентами, відбиранні продукту струминними апаратами (ежекторами), термогазліфтами та зануреними насосами.
Допустимі терміни підземного зберігання палив визначаються темпом зміни хім. стабільності, яка залежить від т-ри, тиску, об'єму сховища і каталітичної активності гірських порід, і досягають 3 і більше років (напр., дизельне паливо — 5 років, бензини А-72 — 8 років, АІ-93 — 12 років).

## Технології створення сховищ нафти і газу в соляних покладах
- Пошарова технологія використовується при обмеженій товщині пласта та для отримання розсолу високої концентрації.
- Технологія із накопиченням нерозчинника використовується при спорудженні резервуарів у пластах кам'яної солі різної товщини. Вона дає можливість формувати стелю виробки заданої форми. Нерозчинник — рідкий або газоподібний продукт, легший за воду та хімічно нейтральний до солі та її водних розчинів. Для створення ємностей із заданими формою та розмірами розроблені спеціальні процеси розмивання, із застосуванням або без застосування нерозчинника. Як рідкі розчини використовується нафта, дизельне паливо, скраплений газ, а як газоподібні нерозчинники — повітря, природний газ, інертні гази. Нерозчинник призначається для ізоляції мостини та інших ділянок поверхні кам'яної солі у верхній частині виробки, розчинення якої на даному етапі небажане.

- За комбінованованою технологією, яка дає можливість формувати ємність проектних розмірів та отримувати висококонцентрований розсіл, нижня частина виробки створюється пошаровою технологією, а верхня — за технологією із накопиченням розчинника. Існують два методи розмивання: — циркуляційний — здійснюється нагнітанням прісної або слабомінералізованої води та витісненням на поверхню насиченого розчину (для нагнітання та відбору використовуються одна, дві або більше свердловин); — Струменевий (або зрошення) — здійснюється за допомогою води у незаповненому рідиною просторі, з подачею розсолу на поверхню занурювальними насосами або витісненням його стисненим повітрям.

- Циркуляційний метод заснований на здатності солі розчинятися під час розмивання її поверхні прісною або слабомінералізованою водою.

- Струменевий (або зрошення) — здійснюється за допомогою води в незаповненому рідиною просторі, з подачею розсолу на поверхню заглибними насосами або витісненням його стисненим повітрям.

Кам'яна сіль відрізняється високою розчинністю в прісній воді: в 1м3 води при температурі 20° може розчинитися 358 кг солі. Для утворення 1 м3 ємності потрібно в середньому 6-7 м3 води. Особливістю перебігу процесу при нерозривному перебігу розчинника є інтенсивне розмивання мостини ємності в порівнянні з бічними стінками і особливо днища (підошви пласта) ємності. Експериментальними дослідженнями встановлено, що лінійна швидкість розмивання поверхні ємності, що створюється, зменшується від 0,7-0,6 см/год поблизу стелі до 0,06-0,12 см/год поблизу днища, тобто в 8-10 разів. Особливість описаного процесу розмивання солі у підземній ємності призводить до закономірної тенденції утворення конусоподібних ємностей, з основою конуса зверху. Така форма ємності є небажаною, оскільки може призвести до обвалу мостини навіть за невеликих об'ємів. З даних гірничої механіки відомо, що найміцнішими і найстійкішими формами гірничих виробок (штучних порожнин) є сферичні або склепінні ємності. Управління процесом розмивання здійснюється зміною положення кінців колон труб, напряму та швидкості потоків розчинника, регулюванням концентрації розсолу на вході та виході з ємності, переміщенням контакту розсіл — нерозчинник, а також інтенсифікацією розчинності солі. Із застосуванням струменевого методу розмивання діаметр камер становить 15-20 м, а глибини таких ємностей досягають 300—500 м.
У процесі спорудження виробки-ємності проводиться безперервний контроль технологічних параметрів: розчинника та розсолу (концентрація, витрата, температура, тиск), нерозчинника (тиск, об'єм у резервуарі). За концентрацією та витратою розраховуються маса піднятої на поверхню солі, збільшення об'єму виробки. Для контролю за положенням рівня нерозчинника застосовуються геофізичні методи, що дають можливість визначити його рівень без підйому підвісних колон. Для контролю вироки та її об'єму використовується звуколокація, що здійснюється випромінювачем-приймачем ультразвукових коливань, за результатами якої коригується регламент її спорудження. Після закінчення спорудження підземного резервуару проводяться його випробування на герметичність шляхом створення надлишкового тиску випробувального середовища. Окремо перевіряється герметичність підвісної колони труб, гирлової обв'язки свердловини із зацементованою обсадною колоною. Резервуари, призначені для зберігання газу, повинні бути випробувані метаном або азотом. 
Найпоширенішими схемами експлуатації сховищ газу є розсільна та безрозсільна. При безрозсільній схемі наземний комплекс ПСГ включає компресорну станцію для подачі води і газу в підземні резервуари, вузли осушення, очищення і підігріву, вимірювання газу, систему введення і регенерації інгібіторів гідратоутворення. Розсільна схема передбачає трубопровід та відбір газу за принципом витіснення газу пінним розсолом при відборі та витісненні газом розсолу при заповненні резервуару.